# Diederik Jacob van Tuyll van Serooskerken

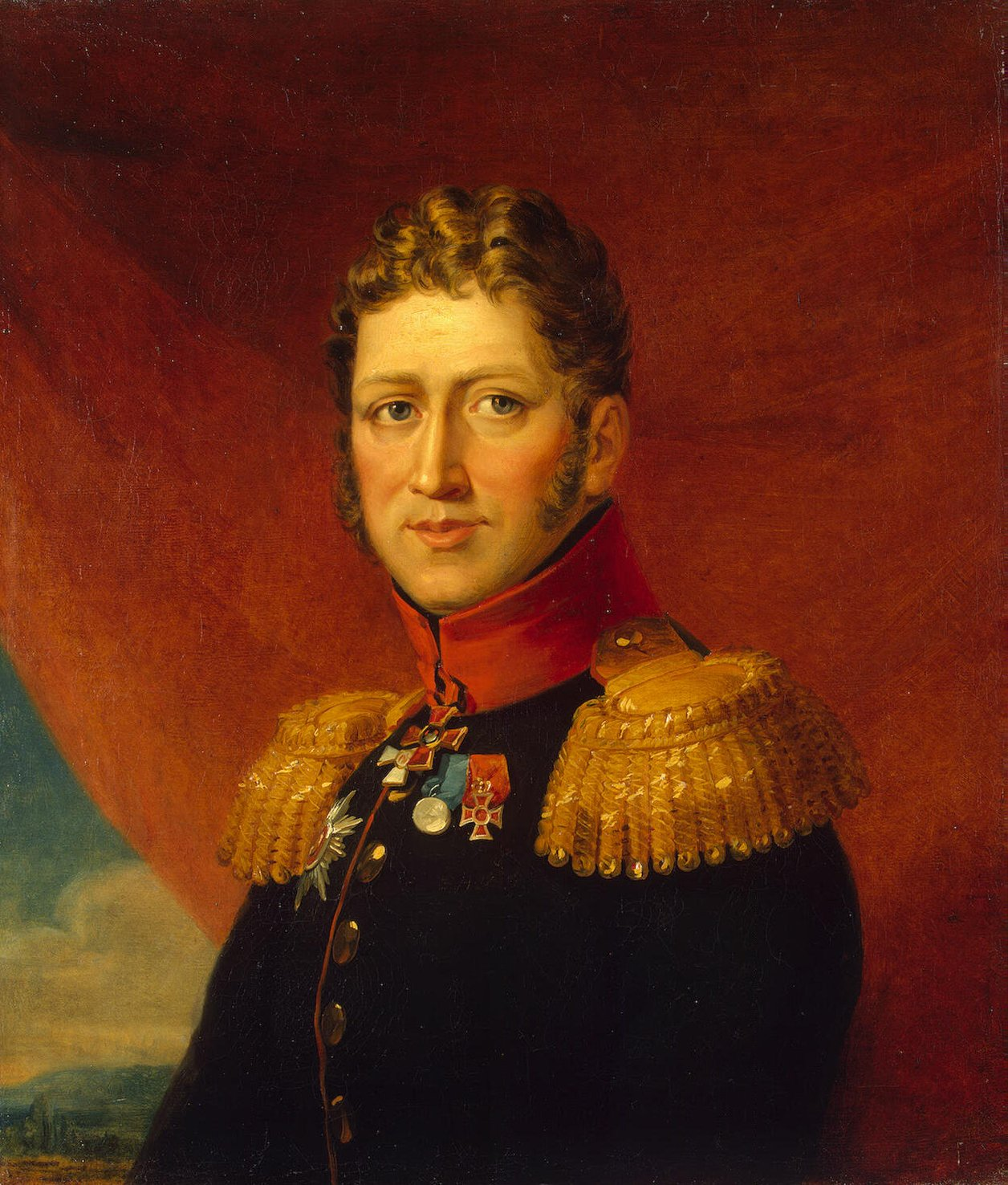
Diederik Jacob van Tuyll van Serooskerken

Diederik Jacob of Fjodor van Tuyll van Serooskerken (Russisch: Фёдор Васильевич Тейль ван Сераскеркен, Fjodor Vassiljevitsj Tejl van Seraskerken) (Den Haag, 6 april 1772 - op zee, 11 april 1826) was van Nederlandse adel en werd een Russisch generaal en ambassadeur.

## Biografie
Diederik Jacob van Tuyll van Serooskerken werd in Den Haag geboren als lid van de familie Van Tuyll van Serooskerken en als zoon van Eerste Kamerlid Willem René baron van Tuyll van Serooskerken (1743-1839) en Johanna Catharina Fagel (1747-1833), lid van de familie Fagel. Hij ging dienen in het Nederlandse leger. In 1803 ging hij uit dienst en nam dienst in het Russische leger. Hij vocht als majoor-generaal in de napoleontische oorlogen. Na de val van Napoleon Bonaparte ging hij als diplomaat aan de slag, eerst als gezant in Italië. In 1822 werd hij door tsaar Alexander I van Rusland benoemd tot Russische ambassadeur in de Verenigde Staten, een functie die hij vervulde tot aan zijn dood in 1826.
Uit zijn nalatenschap werd ruim 75 kilogram Frans Empire zilver, deels versierd met zijn wapenschild, aangekocht door president Andrew Jackson in 1833. Deze prachtige collectie is nu nog steeds intact in het bezit van het Witte Huis.
- Gemeinsame Normdatei: 12626239X
- Nederlandse Thesaurus van Auteursnamen: 303134259
- SNAC: w6tn7dnz
- Virtual International Authority File: 74839083
- WorldCat: E39PBJmhR6YmdDP86G6H8Pp773